# Daniel Arzani
Daniel Arzani est un footballeur international australien, né le 4 janvier 1999 à Khorramabad en Iran, qui joue au poste d'ailier au Ferencváros TC.

## Biographie

### Carrière en club

#### Melbourne City (2016-2018)
Après avoir évolué en réserve, Daniel Arzani fait ses débuts en A-League avec le Melbourne City FC en 2016.
Arzani sera cependant encore utilisé par le club dans son équipe des moins de 21 ans dans la National Youth League. Le 28 janvier 2017, Arzani inscrit un but lors de la finale de la compétition face au Sydney FC Youth (victoire 3-2), remportant le tournoi avec le Melbourne City Youth.
Arzani obtient par la suite plus de temps de jeu à Melbourne City en A-League. À l'issue de la saison 2017-18, Arzani est élu meilleur jeune joueur de la ligue australienne.

#### Manchester City (2018-2022)
Le 9 août 2018, il quitte Melbourne City et s'engage avec Manchester City, les deux clubs appartenant tous deux au City Football Group. Arzani effectue ainsi le même parcours que l'Australien Aaron Mooy deux ans auparavant.

##### Prêt au Celtic Glasgow (2018-2020)
Le 17 août 2018, il est prêté pour deux saisons par Manchester City au Celtic Glasgow où il rejoint son compatriote Tom Rogić. Il y porte le numéro 14, laissé vacant par le départ de Stuart Armstrong. Arzani dispute son premier match plus de deux mois après son transfert en rentrant en jeu pour Odsonne Édouard face à Dundee United (victoire 5-0). C'est au cours de ce même match qu'Arzani subit une rupture du ligament croisé, blessure qui mettra un terme à sa saison.

##### Prêt à l'AGF Århus (2021)
Le 26 janvier 2021, il est prêté pour six mois dans le club danois de l'AGF Århus.

### En sélection
Arrivé d'Iran en Australie à l'âge de sept ans, Arzani hésitera entre la nationalité sportive des deux pays, mais se décidera finalement pour l'Australie.
En 2015, Arzani est sélectionné par l'entraineur Tony Widmar pour participer à la Coupe du monde des moins de 17 ans au Chili mais il ne joue qu'un seul match face à l'Allemagne (défaite 1-4). Arzani assiste à l'élimination de son équipe face au Nigeria en huitièmes de finale (défaite 6-0) sur le banc.
Arzani dispute son premier match en sélection lors d'un match amical face à la Tchéquie (victoire 4-0) le 1er juin 2018. Il est ensuite sélectionné par l'entraineur Bert van Marwijk pour participer à la Coupe du monde 2018. 
Arzani marque son premier but avec les Socceroos quelques jours plus tard lors d'un match de préparation face à la Hongrie, une minute après avoir remplacé son coéquipier Robbie Kruse.
Le 16 juin 2018, Arzani commence sa première Coupe du monde en rentrant à la 84e minute face à la France. Il est alors seulement âgé de 19 ans et 163 jours. Arzani devient ainsi le plus jeune joueur australien à participer à une Coupe du monde, ainsi que le plus jeune joueur de la Coupe du monde 2018, et enfin le premier joueur de l'histoire des phases finales de la Coupe du monde à être né en 1999. Il entre en jeu lors des deux matchs suivants, mais son équipe est éliminée en phase de groupes.
Blessé, il ne peut participer avec l'Australie à la Coupe d'Asie des nations en janvier 2019.

## Statistiques
| Saison                | Club                  | Championnat           | Championnat | Championnat | Coupe nationale | Coupe nationale | Coupe de la Ligue | Coupe de la Ligue | Supercoupe | Supercoupe | Compétition(s) continentale(s) | Compétition(s) continentale(s) | Compétition(s) continentale(s) | Australie | Australie | Total | Total |
| Saison                | Club                  | Division              | M.          | B.          | M.              | B.              | M.                | B.                | M.         | B.         | Comp.                          | M.                             | B.                             | M.        | B.        | M.    | B.    |
| 2016-2017             | Melbourne City        | A-League              | 6           | 0           | 1               | 0               | -                 | -                 | -          | -          | -                              | -                              | -                              | -         | -         | 7     | 0     |
| 2017-2018             | Melbourne City        | A-League              | 18          | 2           | -               | -               | -                 | -                 | -          | -          | -                              | -                              | -                              | 5         | 1         | 23    | 3     |
| Sous-total            | Sous-total            | Sous-total            | 24          | 2           | 1               | 0               | -                 | -                 | -          | -          | -                              | 1                              | -                              | 5         | 1         | 31    | 3     |
| Total sur la carrière | Total sur la carrière | Total sur la carrière | 24          | 2           | 1               | 0               | -                 | -                 | -          | -          | -                              | 1                              | -                              | 5         | 1         | 31    | 3     |